# Benaguasil
Benaguasil és un municipi del País Valencià situat a la comarca del Camp de Túria.
Limita amb Llíria, la Pobla de Vallbona, Riba-roja de Túria, Vilamarxant i Pedralba.

## Història
És un topònim procedent de l'àrab: Bani (al)-Wazir que en la documentació posterior (en alfabet llatí) registra diverses variants: Beniguazir, Benaguacil, Beniguasil, etc.

### Romans i musulmans
La vila es va fundar en una data indeterminada, cap al segle xii, per una important família musulmana, els Banu al-Wazir, sobre les restes d'alguna probable vil·la romana (vil·la Cecília), de la qual resten dues làpides: una al Museu arqueològic de València, on es fa referència a Caecilia Artemis; i una altra desapareguda que esmentava a Nigrino, el «quasi emperador» edetà. Els musulmans també van aprofitar una primitiva xarxa de reg romana, la qual netejaren, modificaren i ampliaren, tot aprofitant el mateix assut i una part de les canalitzacions romanes que han servit de base a l'actual horta de la Vall Bona, és a dir, de Benaguasil, la Pobla de Vallbona, l'Eliana, Riba-roja, Vilamarxant i una xicoteta part de Llíria. Els musulmans van construir un castell i una vila fortificats (castrum et oppidum) amb muralles, portals, cisternes, clavegueres i altres elements urbans.

### Època foral
El 1238 passa a poder de Jaume I que la dona a un noble aragonés, Ferrando Díaz i al cap de poc temps passà a la poderosa família dels Luna, senyors de les veïnes viles de Sogorb i Paterna, formant tot un patrimoni conjunt. El 1363 fou presa per Pere el Cruel durant la guerra dels Dos Peres.
Al principi del segle xv passa a la família reial d'Aragó i més tard als ducs de Cardona. Mentres la vila va estar en possessió d'estos nobles, tingué lloc l'alçament morisc de Benaguasil contra el manament de l'Emperador Carles I (1525) que obligava a batejar-se tots els musulmans. La revolta tingué un caràcter comarcal, ja que s'hi aplegaren els musulmans de Benissanó, Bétera, Vilamarxant, Pedralba, Xestalgar i Paterna. Dominat l'alçament, molts dels sublevats fugiren a la serra d'Espadà i la resta, encapçalats per la família Abenàmir, es van batejar. El setembre del 1609 es va produir l'expulsió dels moriscos de Benaguasil, la pràctica totalitat de la població, que van ser traslladats al port de Mostaganem (Algèria) des d'on es van repartir entre Orà, Cherchel i la mateixa ciutat d'Alger. L'abril del 1613 es va signar una nova carta de població entre el duc de Cardona i una cinquantena de nous pobladors vinguts, majoritàriament, de l'Horta Nord. La vila particípà activament en la guerra de Successió (1706) formant quatre esquadrons, amb alguns cavallers al front, que van lluitar contra Felip de Borbó. Després de la derrota d'Almansa i la caiguda del Regne de València en mans dels castellans, molts benaguasilers van fugir a Barcelona fins a la caiguda de la ciutat el 1714.

### Seglesxviiiixix
Al final del segle xviii, a partir dels informes de Cavanilles, es va prohibir el conreu de l'arròs. Durant la Guerra del Francés la vila també participà en la lluita, concretament en la batalla de las Cabrillas (24 de juny del 1808) on morí el cavaller benaguasiler en Joan d'Arrué. El segle xix estigué marcat per una gran inseguretat causada per les guerres carlines i els freqüents grups de bandolers que passaren per la vila. Diverses làpides testimonien algunes morts violentes.

### Segle XX
El segle xx significà per a Benaguasil la consolidació de les idees anarquistes aplicades al camp les quals es portaren a terme, d'una forma plena, durant la Segona República. El cop d'estat contra la segona república espanyola (juliol del 1936) vingué seguit d'una sèrie accions exaltades que tingueren com a conseqüència la mort d'unes quaranta persones lligades ideològicament als militars sublevats, així com la crema de l'església parroquial. Amb la victòria de Franco s'inicia un llarg període de persecució i repressió en què unes vuitanta persones, contràries al règim vencedor, van ser executades. L'any 1975 significà el retorn de la democràcia i la desaparíció dels símbols de la Dictadura. L'any 1979 accedia a l'alcaldia Antoni Balaguer al front d'una coalició d'esquerres. El 1983 entrava el PSOE a governar la vila, presidint el govern municipal Batiste Durà. El 1991 ocupà l'alcaldia Joaquim Herràez, del PP, partit que governa encara presidit per l'actual alcalde Joaquim Segarra.

## Demografia
| 1990  | 1992  | 1994  | 1996  | 1998  | 2000  | 2002  | 2004  | 2005  | 2007   | 2010   | 2015   | 2020   | 2024   |
| ----- | ----- | ----- | ----- | ----- | ----- | ----- | ----- | ----- | ------ | ------ | ------ | ------ | ------ |
| 9.194 | 8.854 | 9.291 | 9.155 | 9.151 | 9.206 | 9.408 | 9.618 | 9.850 | 10.374 | 11.144 | 10.936 | 11.256 | 12.336 |

## Economia
Entre el 1959 i el 1991 s'ha estés el regadiu, la meitat del qual es dedica a cítrics i la resta a hortalisses. La gestió de la producció agrícola s'hi fa mitjançant la Cooperativa Agrícola Sant Vicent Ferrer. Pels anys seixanta del segle passat, s'hi establí una indústria tèxtil que donà vitalitat al sector; també la construcció assolí una certa importància. Actualment, a banda de l'agricultura, l'economia es basa en la petita empresa familiar que abasta els diferents sectors de producció.

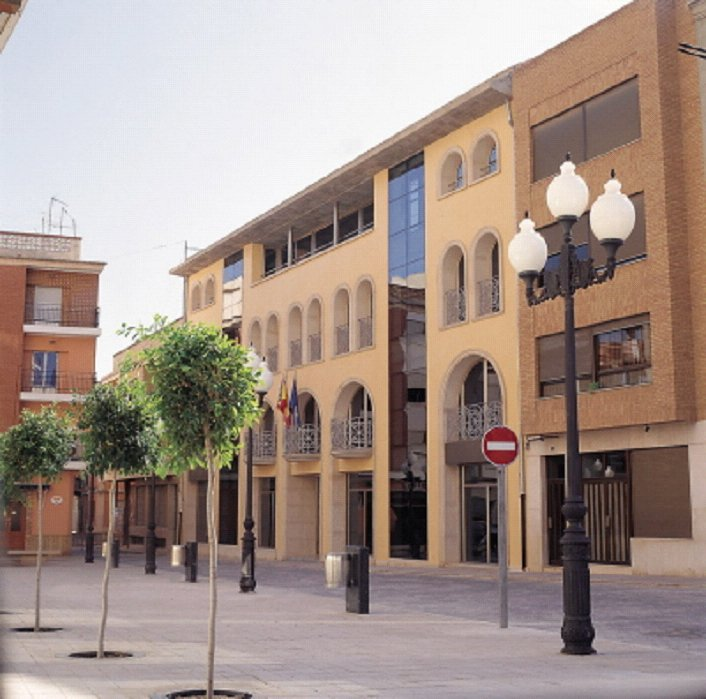
Ajuntament de Benaguasil.

## Política i Govern

### Composició de la corporació municipal
El Ple de l'Ajuntament està format per 17 regidors. En les eleccions municipals de 26 de maig de 2019 foren elegits 9 regidors del Partit Popular (PP), 3 del Partit Socialista del País Valencià (PSPV-PSOE), 2 de Millorem Benaguasil (MBen), 2 de Ciutadans - Partit de la Ciutadania (Cs) i 1 de Compromís per Benaguasil (Compromís).

| Eleccions municipals de 26 de maig de 2019 - Benaguasil                                                                       |                                          |                                     |                                     |        |          |          |
| Candidatura | Candidatura                              | Candidatura                         | Cap de llista                       | Vots   | Vots     | Regidors |
| | Partit Popular                           |                                     | Joaquín Segarra Castillo            | 3.167  | 51,72%   | 9 ()     |
| | Partit Socialista del País Valencià-PSOE |                                     | Laura Mitrugno Civera               | 1.090  | 17,79%   | 3 (-1)   |
| | Millorem Benaguasil                      |                                     | Vicente Valls Pérez                 | 653    | 10,66%   | 2 (+2)   |
| | Ciutadans - Partit de la Ciutadania      |                                     | Joaquín Alonso Navarro              | 634    | 10,35%   | 2 ()     |
| | Compromís per Benaguasil                 |                                     | Ernest Andreu Pérez                 | 506    | 8,25%    | 1 (-1)   |
| | Altres candidatures                      |                                     |                                     | 39     | 0,64%    | 0        |
| | Vots en blanc                            |                                     |                                     | 36     | 0,59%    |          |
| Total vots vàlids i regidors                                                                                                  | Total vots vàlids i regidors             | Total vots vàlids i regidors        | Total vots vàlids i regidors        | 6.125  | 100 %    | 17       |
| | Vots nuls                                | Vots nuls                           | Vots nuls                           | 38     | 0,65%    |          |
| Participació (vots vàlids més nuls)                                                                                           | Participació (vots vàlids més nuls)      | Participació (vots vàlids més nuls) | Participació (vots vàlids més nuls) | 6.163  | 72,44%** |          |
| Abstenció | Abstenció                                | Abstenció                           | Abstenció                           | 2.345* | 27,56%** |          |
| Total cens electoral | Total cens electoral                     | Total cens electoral                | Total cens electoral                | 8.508* | 100 %**  |          |
| Alcalde: Joaquín Segarra Castillo (PP) (15/06/2019) Per majoria absoluta dels vots dels regidors (9 vots de PP)               |                                          |                                     |                                     |        |          |          |
| Fonts: JEC, JEZ Llíria. M. Interior, Periòdic Ara. (* No són vots sinó electors. ** Percentatge respecte del cens electoral.) |                                          |                                     |                                     |        |          |          |

### Alcaldes
Des de 2003 l'alcalde de Benaguasil és José Joaquín Segarra Castillo (PP).
| Període                       | Alcalde o alcaldessa     | Partit polític | Data de possessió | Observacions |
| ----------------------------- | ------------------------ | -------------- | ----------------- | ------------ |
| 1979–1983                     | Antoni Balaguer Escartí  | GDA            | 19/04/1979        | --           |
| 1983–1987                     | Baptista Durà Subiela    | PSPV-PSOE      | 28/05/1983        | --           |
| 1987–1991                     | Baptista Durà Subiela    | PSPV-PSOE      | 30/06/1987        | --           |
| 1991–1995                     | Joaquín Herráez Bonet    | PP             | 15/06/1991        | --           |
| 1995–1999                     | Joaquín Herráez Bonet    | PP             | 17/06/1995        | --           |
| 1999–2003                     | Joaquín Herráez Bonet    | PP             | 03/07/1999        | --           |
| 2003–2007                     | Joaquín Segarra Castillo | PP             | 14/06/2003        | --           |
| 2007–2011                     | Joaquín Segarra Castillo | PP             | 16/06/2007        | --           |
| 2011–2015                     | Joaquín Segarra Castillo | PP             | 11/06/2011        | --           |
| 2015–2019                     | Joaquín Segarra Castillo | PP             | 13/06/2015        | --           |
| 2019-2023                     | Joaquín Segarra Castillo | PP             | 15/06/2019        | --           |
| Des de 2023                   | n/d                      | n/d            | 17/06/2023        | --           |
| Fonts: Generalitat Valenciana |                          |                |                   |              |

## Patrimoni cultural

### Monuments religiosos

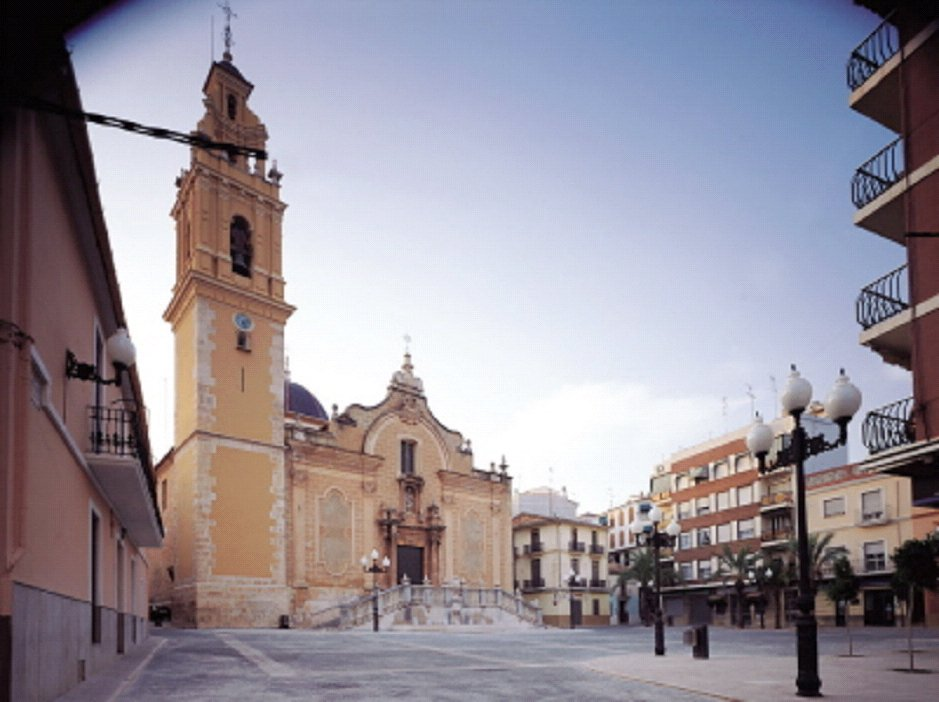
Església de l'Assumpció

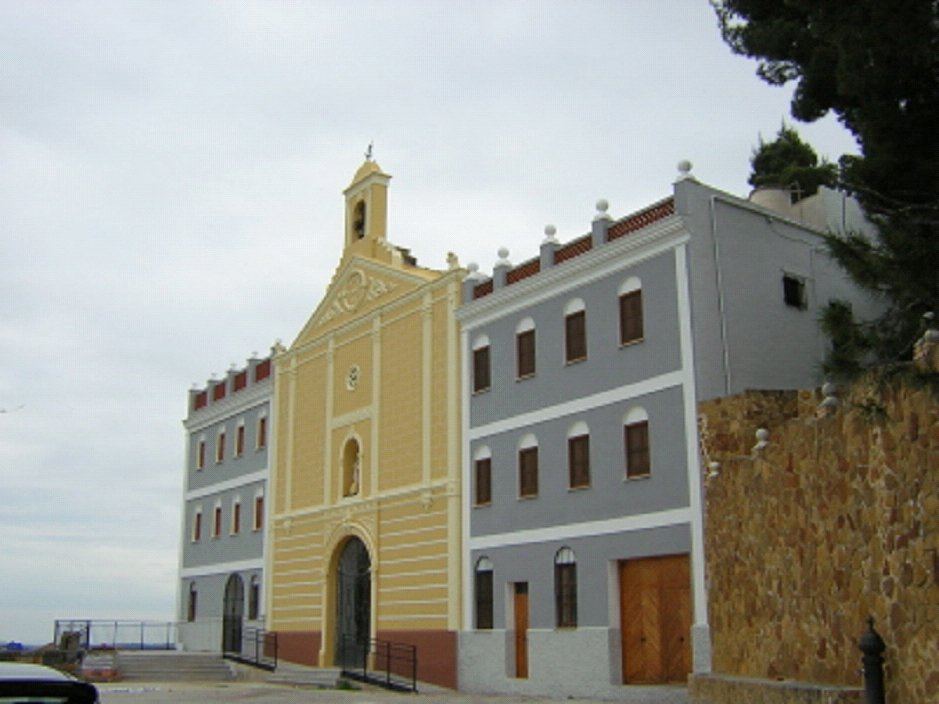
Ermita de la Mare de Déu de Montiel

- Església de la Mare de Déu de l'Assumpció. Edifici d'estil barroc valenciá del segle xviii. Està situat a la plaça Major, sobre el solar de l'antiga mesquita musulmana. S'iniciaren les obres el 1702 i, després de la guerra, es van reiniciar el 1725. L'edifici principal s'inaugurà el 1731 i més tard s'acabà la façana principal amb una bella escala a dues mans.

- Ermita de la Mare de Déu de Montiel. Edifici d'estil barroc valencià de final del segle xviii. Està situada a la lloma de l'Ermita, sobre el solar d'una antiga ermita que s'havia edificat cap al 1650. El 1795 es va enderrocar i s'iniciaren les obres de l'actual edifici, que s'inaugurà l'any 1800.

### Monuments civils

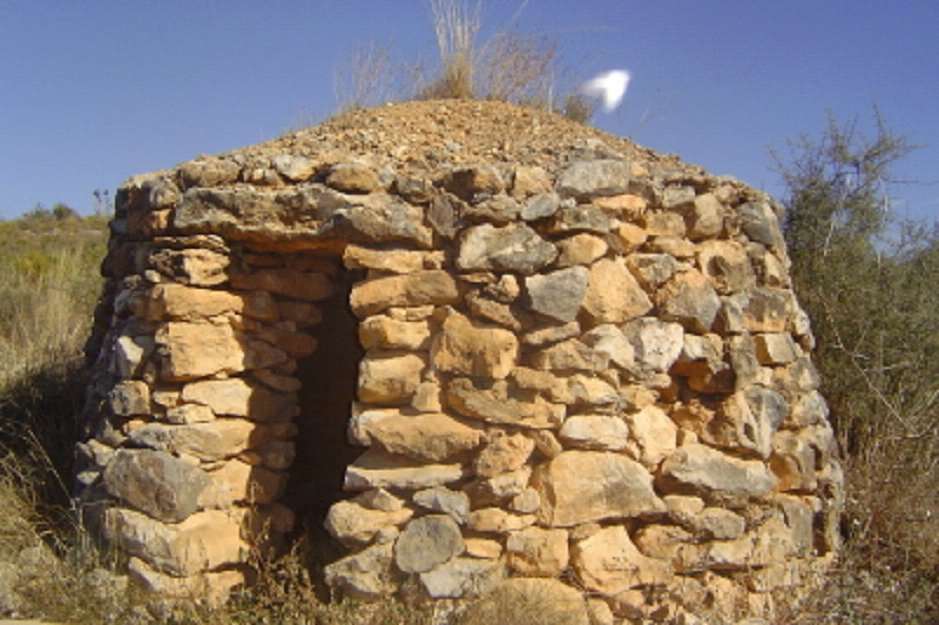
Catxirulo
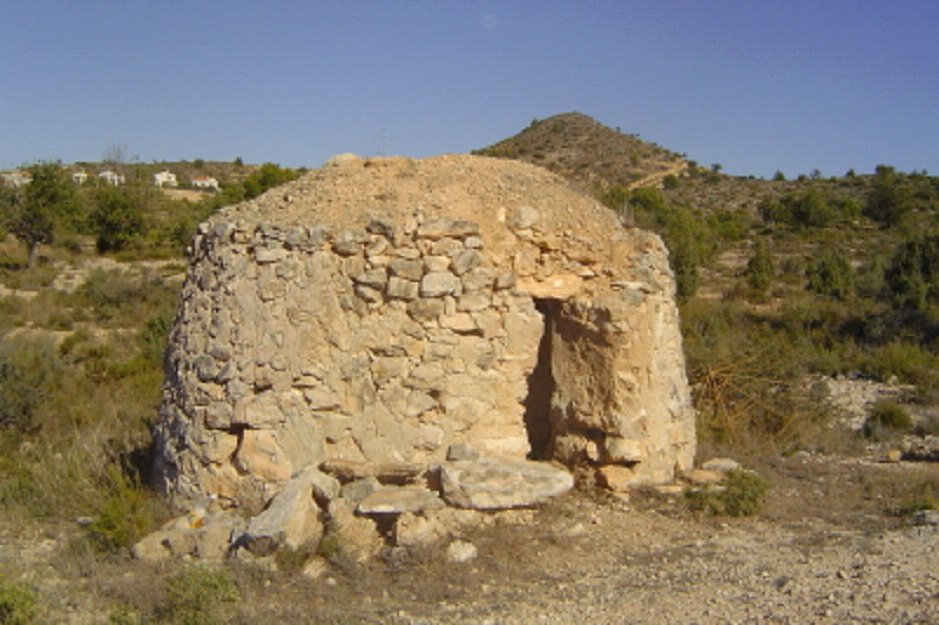
Catxirulo

- La torre del Castell. Cap al segle xii la família al-Wazir va construir, sobre les restes d'una vil·la romana, un castell que tenia probablement tres torres fortes. Quan perdé el seu valor estratègic, cap al llarg del segle xix, tingué diverses funcions: ajuntament, escorxador, escola, acadèmia de música, teatre de sarsuela, etc. Cap al 1980 fou cedit a la Unió Musical i a continuació va ser enderrocat per tal de construir-hi un nou edifici. Tanmateix, per exigències constructives, es va salvar una torre del castell medieval que havia servit de presó i que encara es pot visitar. Cal destacar el gran arc que tanca la torre i els grafitis que omplen les parets de l'antiga presó. Les portes es conserven al Museu Etnològic i a la mateixa torre.

- La casa de les Rendes. Edifici que ocupa un estratègic angle de l'antiga muralla del poble. Està situat al carrer de les Rendes i confronta el carrer de Cristians. Es tracta d'una construcció històrica, ja esmentada al final del segle xiii, de caràcter senyorial i comunal, ja que s'utilitava per a recollir les rendes i també per a fer importants actes, reunions i consells. Queden alguns elements gòtics i mudèjars o renaixentistes.

- Recinte emmurallat.

- Les restes de la torre de Felx, declarats béns d'interés cultural, amb codi 46.11.051-005 i denominada també torre Fèlix, s'alcen sobre una petita elevació de poc més de 100 metres anomenada pla de la Barca, que domina el territori delimitat per un meandre del riu Túria.

- La casa dels Abenàmir. Magnífic edifici d'estil mudèjar del segle xvi situat al carrer del Castell. Es tracta d'una casa-palau que devia pertànyer a una important família morisca del segle xvi o, potser, de final del segle xv. Tradicionalment s'ha atribuït als Abenàmir, una família morisca de Benaguasil que assolí la noblesa. L'entrada principal està formada per un gran arc amb dovelles de pedra treballada. Al saló principal són interessants les bigues de fusta treballada que sostenen les voltes del sostre.

- El palau dels Arrué. Important casa senyorial situada al carrer del palau. Malgrat els llastimosos retocs d'escaiola que s'han fet darrerament, es tracta d'un bell exemplar de palau rural dels segles XVI-XVII. Tanmateix se sap que hi ha restes anteriors gòtics i ben bé podria tractar-se d'una altra casa morisca, potser la dels Xerrin, tan rics i poderosos com els Abenàmir. Després de l'expulsió dels moriscos va pertànyer a la família Arrué, nobles d'ascendència basca que col·locaren el seu escut, en relleu, sobre la porta. Al segle xx se li afegiren alguns detalls decoratius interiors.

- La casa d'Estevenet o la procura de Portaceli. Situada al carrer de Cristians, es tracta d'una gran construcció feta a cavall dels segles XVII-XVIII. Va ser edificada sobre el solar de la primitiva església de Sant Francesc. Pertanyia al convent de Portaceli i servia de magatzem de les rendes (fruits) de la parròquia de Benaguasil. En la porta principal tenia un escut de la Cartoixa. Encara hi resten importants elements constructius del barroc popular.

- La casa de la Pirula. Bellíssim exemplar de l'estil modernista local. La casa està situada al carrer de Llíria, número 3. Va ser construïda els primers anys del segle xx. Té elements neogòtics en la façana que la fan especialment atractiva. Va ser enderrocada completament l'estiu del 2006.

- Arquitectura rural. Benaguasil posseïx un importat nombre de construccions rurals de gran valor etnològic. A més dels molins i dels masos cal destacar l'importat nombre, qualitat i bon estat de conservació de més d'una vintena de cabanes o refugis de pedra seca, anomenats localment «catxirulos». Alguns d'ells estan relacionats amb construccions de recollida d'aigua, com ara sisternes o aljubs.

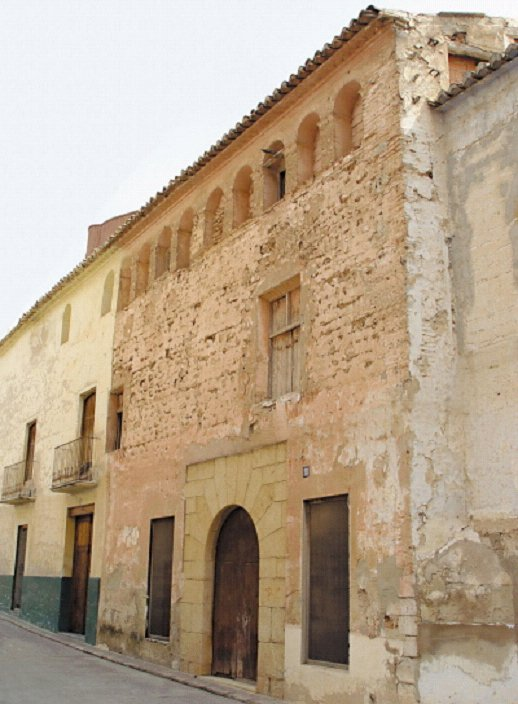
Casa dels Abenàmir
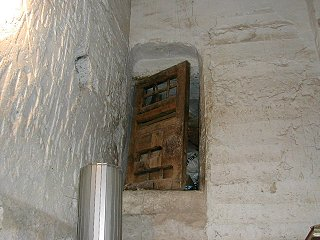
Presó
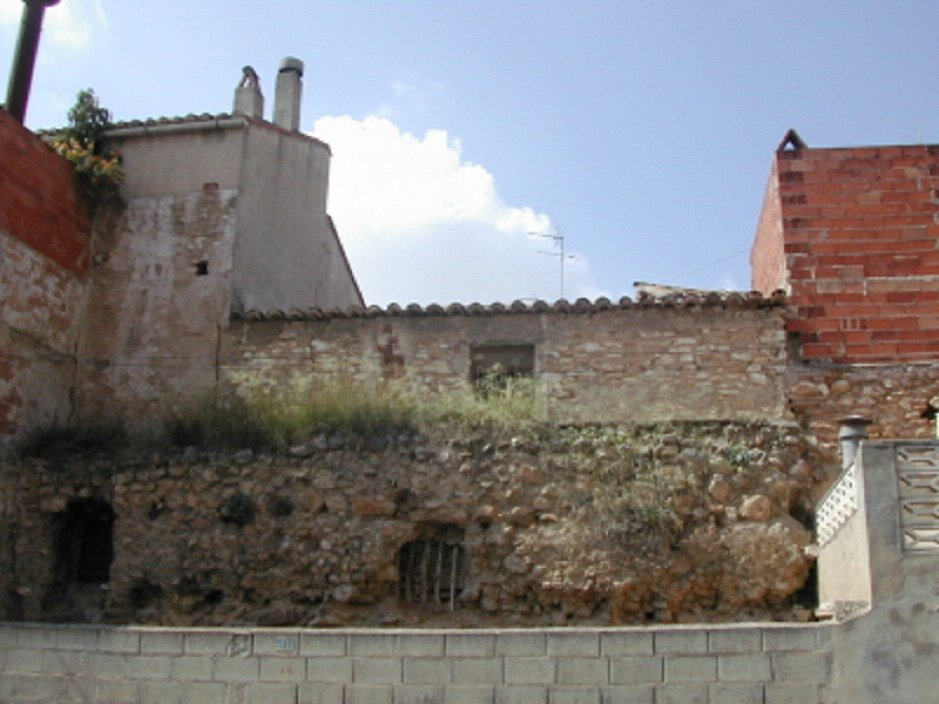
Muralla

- Catxirulo
- Catxirulo

## Llocs d'interés

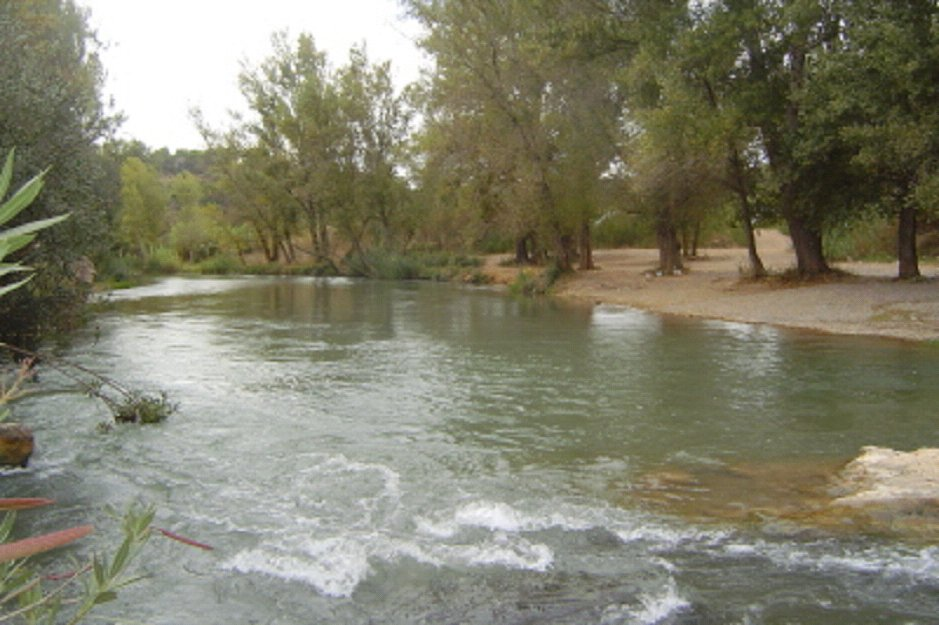
El riu Túria al seu pas per la Fenosa

- Partida de la Fenosa, antic pas viari que comunicava Benaguasil amb Pedralba. És un paratge natural de gran bellesa situat al marge esquerre del riu Túria, en la partida de la Retorta-Fenosa. Presenta una zona arbrada al costat del riu que compta amb equipament de paellers, taules i lavabos, a més d'una zona de jocs per als xiquets. El paratge es troba protegit, d'acord amb la Llei 11/94 d'Espais Naturals Protegits de la Comunitat Valenciana, pel seu valor ecològic. Permet gaudir del riu Túria i de la vegetació frondosa que l'envolta. Constituïx un dels llocs de major bellesa paisatgística no només de Benaguasil sinó de tota la comarca.

- Partida de la Pea, on es conserven les restes d'una antiga posada.

## Festes i tradicions

### Les Falles
Les principals festes de Benaguasil, avui, són les Falles i les Festes de Setembre. Les Falles se celebren del 15 al 20 de març. Hi ha 10 comissions falleres: Les falles Atra Que Tal, Carrer de Llíria y Plaça de Bous a primera secció, les falles Monte Montiel, Picaor, Penyot, El Pilar i Topairet a segona i les falles Cervantes i L'Espardenyada a tercera secció. Sembla que ja es plantà alguna falla en els anys 30 del segle xx, però la tradició ve dels anys 50. Cal destacar el tren faller (17 de març) com un dels actes més populars, que alguns consideren lligat a la «rua» del desaparegut Carnestoltes.

### Les festes
Les festes de setembre estan dedicades a la Mare de Déu de Montiel, una advocació mariana local. Comencen la darrera setmana d'agost, amb la presentació dels festers i les festeres. Hi ha bous, concerts, partides de pilota, espectacles públics, etc. Les festes religioses comencen el dia 7 de setembre, amb la baixada de la imatge des de l'ermita a l'església parroquial. El dia 8 de setembre és el dia de la Patrona on cal destacar la impressionant «processó dels hòmens». El dia 9 és el Dia d'Acció de Gràcies, també dedicat a la Mare de Déu de Montiel. I el dia 10 és Sant Lluís Gonzaga, la festa dels fadrins.
Hi ha altres festes de menor importància al llarg de l'any, com ara la foguera de Sant Antoni (17 de gener), Sant Blai (3 de febrer), el 9 d'Octubre, Nadal, Pasqua, etc.

### Les tradicions
Quant a les tradicions locals, cal destacar la «trobada de la imatge de Montiel». Es tracta d'una tradició que prové del segle xvii i de la qual ja n'hi ha notícies escrites a partir del segle xviii. Segons les fonts escrites i la tradició oral, el dia de Santa Bàrbara (4 de desembre) del 1620, un pastor transhumant d'Aragó es va trobar una capelleta amb una petita imatge de la Mare de Déu del Roser. Això va ocórrer en una cova situada en una muntanya pròxima a Benaguasil, anomenada actualment la lloma de l'Ermita o de Montiel. Després de diversos intents d'emportar-se-la, la imatge sempre retornava miraculosament a la cova. Aleshores, va assabentar de la troballa el rector, les autoritats locals i tot el poble, els quals pujaren a admirar la imatge i la baixaren solemnement a la parròquia. Més tard se li va construir una ermita al mateix lloc de la trobada. Se li atribuïxen nombrosos miracles, especialment els relacionats amb el camp: pluges benefactores o allunyament de tronades.
Dues festes ben tradicionals marcaven el cicle d'hivern: Sant Antoni i Sant Blai.
Per Sant Antoni es fa una gran foguera a la plaça. Tradicionalment, la vespra es festejava amb diversos actes populars, alguns de caràcter infantil com la «xocolatà» que s'oferia als xiquets, els quals s'havien de donar el xocolate els uns als altres amb els ulls embenats. També hi havia els perols o cucanyes que calia trencar amb els ulls tapats. De dins solia eixir tota classe de sorpreses. Els majors també festejaven la vespra amb diversos actes «relacionats amb els animals». Un era el pollastre que es penjava dalt d'un pal ensabonat, enmig de la plaça. Quan estava tothom atent als àgils trepadors solia aparéixer sobtadament, volant per damunt dels caps dels assintents, un gat que era llançat d'una punta a l'altra de la plaça. Era conegut com «la gatà», avui ja desapareguda.
Al cap d'uns dies venia Sant Blai. Generalment, s'exposava la imatge del sant dins del temple i les dones i xiquets s'acostaven a refregar-li un mocador pel coll de l'estàtua. Després el mocador es conservava en casa i, quan algú es constipava, se'l passava pel coll. Esta festa anava acompanyada també de diversos productes gastronòmics, com ara els panets de Sant Blai o els botons de Sant Blai.
Hi ha altres tradicions o costums relacionades amb la Pasqua. Els tres dies de Pasqua (diumente, dilluns i dimarts) la gent solia anar a menjar-se la mona a diferents llocs. Segurament en èpoques més reculades devien ser autèntics aplecs de caràcter local o comarcal. Així, se solia anar un dia a «les Eres» on xiquets i fadrins botaven la corda i es feien rogles on es cantaven diverses cançons pasqüeres, especialment la Tarara, tradició que arreplega el Costumari Català de Joan Amades. Un altre dia s'anava a l'Ermita i un tercer dia se solia anar a altres indrets de caràcter comarcal, especialment al Pouet de Benissanó o a Sant Vicent de Llíria.
La festa de la Mare de Déu d'Agost també se celebrava amb una tradicional paella feta a la vora del riu Túria, en la partida de la Retorta o a la Fenosa. S'hi anava amb el carro, es prenia el bany al riu i al final de la paella es tornava a casa amb la cara mascarada de la paella. Malauradament solia donar-se el cas, de tant en tant, d'alguna persona que patia algun tall de digestió provocat per la fredor de l'aigua només acabar de menjar. En tornar al poble se solia acudir a la processó de les alfàbegues: mentre es passejava la imatge de la Mare de Déu «Adormida» s'acompanyava amb els diversos cossis d'alfàbega que se li havien oferit.
Fins al segle xix, l'endemà de la Mare de Déu d'Agost se celebrava la festa de Sant Roc, patró del poble i protector de les pestes. Sabem que se li feia una solemne missa amb sermó i processó.

## Fills il·lustres
- Joan Baptista Plasència i Valls (1816-1855) organista i compositor.
- Lambert Plasència i Valls (1809-1894) organista i compositor.
- Marià Plasència i Valls (1815-1875) compositor, organista i mestre de capella.
- Mésdemil (2007-2017), discogràfica